# Cúp AFC 2007
AFC Cup 2007 là phiên bản thứ tư của AFC Cup, được tổ chức cho các câu lạc bộ đến từ các hiệp hội thành viên của Liên đoàn bóng đá châu Á.

## Các đội tham dự
13 hiệp hội của quốc gia 'đang phát triển' trong Liên đoàn bóng đá châu Á đã được mời đề cử một hoặc hai câu lạc bộ tham gia giải đấu năm 2007. Đội vô địch  AFC Cup 2006, Al-Faisaly của Jordan lọt vào vòng bảng.
Việt Nam và Thái Lan mất suất cho Úc trong AFC Champions League. Thay vì có hai đội của mỗi quốc gia dự AFC Champions League, đội đại diện thứ hai của Việt Nam và Thái Lan phải xuống chơi ở AFC Cup.
Bangladesh đã bị loại, sau khi họ bị xuống chơi ở AFC President's Cup cùng với Turkmenistan.
Đội vô địch của Triều Tiên và Myanmar không tham dự giải.
Chú thích:
•TH: Đương kim vô địch
•1st, 2nd, 3rd,...: Vị trí tại giải quốc nội
•CW: Đội vô địch cúp quốc gia
| Tây Á                     |                              |                       |                  |
| Al-FaisalyTH (2nd)        | Al-Wahdat (3rd)              | Muscat (1st)          | Al-Hilal (CW)    |
| Al-Muharraq (1st)         | Al-Ansar (1st, CW)           | Dhofar (CW)           |                  |
| Shabab Al-Ordon (1st, CW) | Al-Nejmeh (2nd)              | Al-Saqr (1st)         |                  |
| Trung Á                   |                              |                       |                  |
| HTTU Aşgabat (1st, CW)    | Nebitçi Balkanabat (2nd)     |                       |                  |
| Đông Á                    |                              |                       |                  |
| Happy Valley (1st)        | Sun Hei (CW)                 |                       |                  |
| Nam Á                     |                              |                       |                  |
| Mahindra United (1st)     | Mohun Bagan AC (CW)          | New Radiant (1st, CW) | Victory SC (2nd) |
| Đông Nam Á                |                              |                       |                  |
| Negeri Sembilan FA (1st)  | Singapore Armed Forces (1st) | Osotsapa FC (2nd)     |                  |
| Pahang FA (CW)            | Tampines Rovers FC (CW)      | Hoà Phát Hà Nội (CW)  |                  |

Lễ bốc thăm diễn ra tại Kuala Lumpur vào ngày 22 tháng 12 năm 2006, chia các đội thành sáu bảng.

## Vòng bảng
- Màu xanh: Lọt vào vòng tứ kết.

### Bảng A
| Đội             | ST | T | H | B | BT | BB | HS | Đ  |
| --------------- | -- | - | - | - | -- | -- | -- | -- |
| Al-Nejmeh       | 6  | 5 | 0 | 1 | 8  | 5  | +3 | 15 |
| Shabab Al-Ordon | 6  | 4 | 1 | 1 | 8  | 3  | +5 | 13 |
| Muscat          | 6  | 1 | 1 | 4 | 4  | 6  | −2 | 4  |
| Al-Saqr         | 6  | 0 | 2 | 4 | 5  | 11 | −6 | 2  |

|                 | NJM | ORD | MUS | SAQ |
| --------------- | --- | --- | --- | --- |
| Al-Nejmeh       | –   | 2-1 | 1-0 | 2-1 |
| Shabab Al-Ordon | 2-0 | –   | 1-0 | 2-0 |
| Muscat          | 0-1 | 0-1 | –   | 2-0 |
| Al-Saqr         | 1-2 | 1-1 | 2-2 | –   |

### Bảng B
| Đội          | ST | T | H | B | BT | BB | HS | Đ  |
| ------------ | -- | - | - | - | -- | -- | -- | -- |
| Al-Wahdat    | 6  | 4 | 2 | 0 | 16 | 8  | +8 | 14 |
| Al-Muharraq  | 6  | 3 | 2 | 1 | 10 | 7  | +3 | 11 |
| HTTU Aşgabat | 6  | 2 | 0 | 4 | 10 | 12 | −2 | 6  |
| Al-Hilal     | 6  | 0 | 2 | 4 | 6  | 15 | −9 | 2  |

|              | WAH | MHQ | HTTU | HLL |
| ------------ | --- | --- | ---- | --- |
| Al-Wahdat    | –   | 1-1 | 4-2  | 4-0 |
| Al-Muharraq  | 1-2 | –   | 3-1  | 2-1 |
| HTTU Aşgabat | 1-2 | 1-2 | –    | 3-1 |
| Al-Hilal     | 3-3 | 1-1 | 0-2  | –   |

### Bảng C
| Đội                | ST | T | H | B | BT | BB | HS | Đ  |
| ------------------ | -- | - | - | - | -- | -- | -- | -- |
| Al-Faisaly         | 6  | 3 | 2 | 1 | 7  | 3  | +4 | 11 |
| Dhofar             | 6  | 3 | 1 | 2 | 4  | 5  | −1 | 10 |
| Al-Ansar           | 6  | 2 | 3 | 1 | 8  | 5  | +3 | 9  |
| Nebitçi Balkanabat | 6  | 0 | 2 | 4 | 2  | 8  | −6 | 2  |

|                    | FAI | DHO | ANS | NEB |
| ------------------ | --- | --- | --- | --- |
| Al-Faisaly         | –   | 2-1 | 1-1 | 2-0 |
| Dhofar             | 1-0 | –   | 0-0 | 1-0 |
| Al-Ansar           | 0-2 | 3-0 | –   | 3-1 |
| Nebitçi Balkanabat | 0-0 | 0-1 | 1-1 | –   |

### Bảng D
| Đội                | ST | T | H | B | BT | BB | HS | Đ  |
| ------------------ | -- | - | - | - | -- | -- | -- | -- |
| Sun Hei            | 6  | 5 | 0 | 1 | 15 | 6  | +9 | 15 |
| Negeri Sembilan FA | 6  | 1 | 4 | 1 | 4  | 5  | −1 | 7  |
| Victory SC         | 6  | 1 | 3 | 2 | 7  | 9  | −2 | 6  |
| Hoà Phát Hà Nội    | 6  | 0 | 3 | 3 | 7  | 13 | −6 | 3  |

|                    | SUN | NSE | VIC | HPH |
| ------------------ | --- | --- | --- | --- |
| Sun Hei            | –   | 2-0 | 2-0 | 7-4 |
| Negeri Sembilan FA | 1-0 | –   | 1-1 | 0-0 |
| Victory SC         | 0-2 | 2-2 | –   | 2-2 |
| Hoà Phát Hà Nội    | 1-2 | 0-0 | 0-2 | –   |

Trận đấu giữa Victory SC và Xiangxue Sun Hei bị hoãn đến ngày 9 tháng 5 sau khi các trợ lý trọng tài đến từ Indonesia không đến Maldives kịp thời gian vì chuyến bay của họ bị chậm giờ.

### Bảng E
| Đội                    | ST | T | H | B | BT | BB | HS | Đ  |
| ---------------------- | -- | - | - | - | -- | -- | -- | -- |
| Singapore Armed Forces | 6  | 5 | 0 | 1 | 13 | 7  | +6 | 15 |
| Mahindra United        | 6  | 4 | 0 | 2 | 9  | 4  | +5 | 12 |
| Happy Valley           | 6  | 3 | 0 | 3 | 9  | 11 | −2 | 9  |
| New Radiant            | 6  | 0 | 0 | 6 | 4  | 13 | −9 | 0  |

|                        | SAF | MAH | HPV | NRA |
| ---------------------- | --- | --- | --- | --- |
| Singapore Armed Forces | –   | 0-2 | 2-1 | 3-1 |
| Mahindra United        | 0-1 | –   | 3-1 | 1-0 |
| Happy Valley           | 1-4 | 2-1 | –   | 2-1 |
| New Radiant            | 2-3 | 0-2 | 0-2 | –   |

### Bảng F
| Đội                | ST | T | H | B | BT | BB | HS  | Đ  |
| ------------------ | -- | - | - | - | -- | -- | --- | -- |
| Tampines Rovers FC | 6  | 4 | 1 | 1 | 10 | 5  | +5  | 13 |
| Mohun Bagan AC     | 6  | 3 | 2 | 1 | 5  | 3  | +2  | 11 |
| Osotsapa FC        | 6  | 3 | 1 | 2 | 12 | 3  | +9  | 10 |
| Pahang FA          | 6  | 0 | 0 | 6 | 2  | 18 | −16 | 0  |

|                    | TRV | MOH | OSO | PHN |
| ------------------ | --- | --- | --- | --- |
| Tampines Rovers FC | –   | 2-0 | 2-1 | 2-0 |
| Mohun Bagan AC     | 0-0 | –   | 1-0 | 2-0 |
| Osotsapa FC        | 3-0 | 0-0 | –   | 4-0 |
| Pahang FA          | 1-4 | 1-2 | 0-4 | –   |

### Các đội nhì bảng có thành tích tốt nhất
Hai đội nhì bảng có thành tích tốt nhất, một từ bảng A, B và C, một từ bảng D, E và F, lọt vào vòng tứ kết.

#### Bảng A, B, C (Tây & Trung Á)
| Đội             | ST | T | H | B | BT | BB | HS | Đ  |
| --------------- | -- | - | - | - | -- | -- | -- | -- |
| Shabab Al-Ordon | 6  | 4 | 1 | 1 | 8  | 3  | +5 | 13 |
| Al-Muharraq     | 6  | 3 | 2 | 1 | 10 | 7  | +3 | 11 |
| Dhofar          | 6  | 3 | 1 | 2 | 4  | 5  | −1 | 10 |

#### Bảng D, E, F (Đông, Nam & Đông Nam Á)
| Đội                | ST | T | H | B | BT | BB | HS | Đ  |
| ------------------ | -- | - | - | - | -- | -- | -- | -- |
| Mahindra United    | 6  | 4 | 0 | 2 | 9  | 4  | +5 | 12 |
| Mohun Bagan AC     | 6  | 3 | 2 | 1 | 5  | 3  | +2 | 11 |
| Negeri Sembilan FA | 6  | 1 | 4 | 1 | 4  | 5  | −1 | 7  |

## Vòng loại trực tiếp

### Tứ kết
| Đội 1           | TTS | Đội 2                     | Lượt đi | Lượt về |
| --------------- | --- | ------------------------- | ------- | ------- |
| Mahindra United | 4–5 | Al-Nejmeh                 | 1–2     | 3–3     |
| Tampines Rovers | 3–7 | Al-Faisaly                | 1–2     | 2–5     |
| Sun Hei         | 1–4 | Al-Wahdat                 | 0–1     | 1–3     |
| Shabab Al-Ordon | 5–3 | Singapore Armed Forces FC | 5–0     | 0–3     |

### Bán kết
| Đội 1           | TTS | Đội 2     | Lượt đi | Lượt về |
| --------------- | --- | --------- | ------- | ------- |
| Al-Faisaly      | 3–2 | Al-Wahdat | 1–1     | 2–1     |
| Shabab Al-Ordon | 1–0 | Al-Nejmeh | 1–0     | 0–0     |

### Chung kết
| Đội 1           | TTS | Đội 2      | Lượt đi | Lượt về |
| --------------- | --- | ---------- | ------- | ------- |
| Shabab Al-Ordon | 2–1 | Al-Faisaly | 1–0     | 1–1     |

| Vô địch AFC Cup 2007         |
| ---------------------------- |
| Shabab Al-Ordon Lần đầu tiên |

## Các cầu thủ ghi bàn hàng đầu
| #  | Cầu thủ              | Câu lạc bộ                | Bàn thắng |
| -- | -------------------- | ------------------------- | --------- |
| 1  | Mohammed Ghaddar     | Nejmeh SC                 | 5         |
| 1  | Odai Al-Saify        | Shabab Al-Ordon           | 5         |
| 3  | Aleksandar Duric     | Singapore Armed Forces FC | 4         |
| 3  | Apipu Suntornpanavej | Osotsapa FC               | 4         |
| 3  | Ashrin Shariff       | Singapore Armed Forces FC | 4         |
| 3  | Awad Ragheb          | Al-Wahdat                 | 4         |
| 3  | Colly Barnes Ezeh    | Sun Hei                   | 4         |
| 3  | Mamedaly Karadanov   | HTTU Aşgabat              | 4         |
| 3  | Lico                 | Sun Hei                   | 4         |
| 10 | Abdulla Al Dakeel    | Al-Muharraq               | 3         |
| 10 | Ashad Ali            | Victory SC                | 3         |
| 10 | Fadi Ghoson          | Al-Ansar                  | 3         |
| 10 | Freddy               | Negeri Sembilan FA        | 3         |
| 10 | Gerard Ambassa Guy   | Happy Valley              | 3         |
| 10 | Mahmoud Shelbaieh    | Al-Wahdat                 | 3         |
| 10 | Mohd Noh Alam Shah   | Tampines Rovers FC        | 3         |
| 10 | Victor               | Sun Hei                   | 3         |
| 10 | Yusif Yakubu         | Mahindra United           | 3         |